# Porte chiuse (film 1934)
Porte chiuse (She Was a Lady) è un film del 1934, diretto da Hamilton MacFadden.

## Produzione
Il film fu prodotto da Fox Film Corporation.

## Distribuzione
Distribuito dalla Fox Film Corporation, il film uscì nelle sale statunitensi il 22 agosto 1934.